# Peralta
Peralta  (cooficialmente en euskera: Azkoien) es una villa y un municipio español de la Comunidad Foral de Navarra, situado en la merindad de Olite, en la Ribera Arga-Aragón. Cuenta con una población de 6003 habitantes (INE 2024).

## Toponimia
El nombre de Peralta es de origen romance y vendría de petra alta, es decir, 'piedra alta'. La localidad aparece en diversos documentos antiguos como Peralta (1257, 1350); Peralta (1268, 1280, 1330, 1350, 1591); Pera alta, Peralta (1036-1048, siglo XIII).
Los gentilicios son peraltés y peraltesa, aplicables al masculino y femenino respectivamente.
En cuanto al nombre en euskera, Azkoien, es una traducción literal de Peralta (piedra alta) al euskera de (h)aitz: Piedra y goien: Alta, y según el militar e historiador Julio Altadill este nombre puede estar inspirado por el topónimo medieval Aezkoyen ubicado en Abárzuza.
La Real Academia de la Lengua Vasca propuso definitivamente Azkoien como nombre en euskera de la localidad.
Desde 2009 el nombre oficial del municipio es Peralta en castellano y Azkoien en euskera.

## Símbolos

### Bandera
La bandera de Peralta tiene la siguiente descripción:

Está formada por un paño rectangular de 2/3 de proporción de color rojo con el escudo de la villa en sus esmaltes en el centro.

### Escudo
El escudo de armas de la villa de Peralta tiene el siguiente blasón:

Trae de azur y un puente de arcos de oro sobre ondas de plata y azur, sumado de una torre del mismo metal.

El escudo más antiguo utilizado de la villa data del año 1308 y en él aparece:

Un castillo sobre una peña, almenado de tres almenas terminadas en punta. La puerta central es de medio punto y la ventana de en medio tiene ajimez.

## Geografía

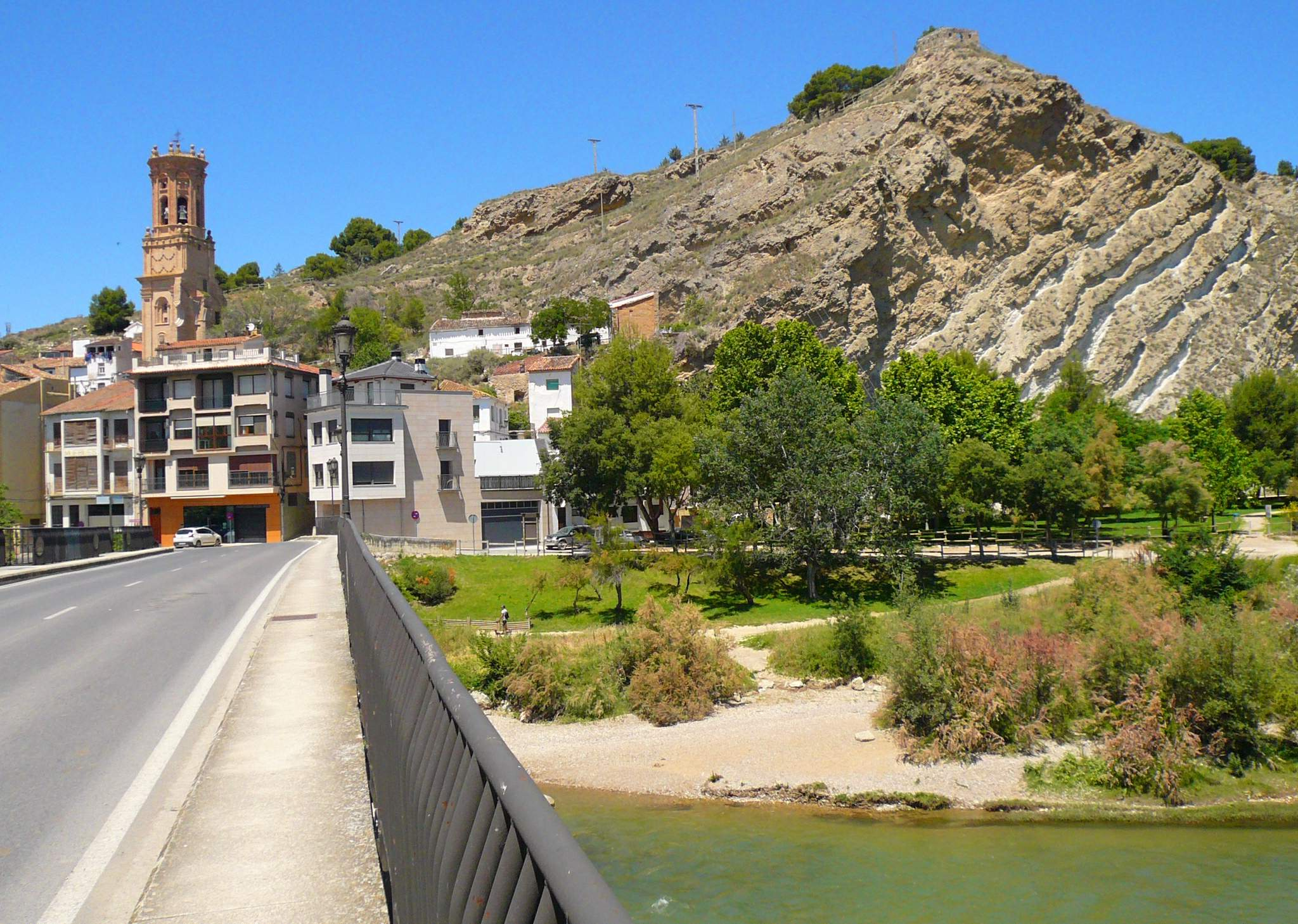
Puente de acceso a Peralta sobre el río Arga

La localidad de Peralta está situada en la parte sur de la Comunidad Foral de Navarra. Su término municipal tiene una superficie de 89 km² y limita al norte con Falces, al este con Marcilla, al sur con Funes y al oeste con Azagra, San Adrián y Andosilla.
Se encuentra a 59,4 km de la capital de la comunidad autónoma, Pamplona.
La villa se sitúa al pie del cabezo, formado en mayor proporción por piedra caliza. Por ella discurre el río Arga.

### Clima
El municipio se encuentra dentro de una zona de clima mediterráneo continental y está caracterizado por la frecuencia e intensidad del cierzo (viento del norte), el calor y la sequía estivales, los fuertes fríos del invierno y la escasez e irregularidad en la precipitaciones, lo cual es frecuente en toda la depresión del Ebro. Las temperaturas medias anuales están entre los 13,5 y 14,5 °C, las precipitaciones anuales andan en torno a los 400 y 450 mm registrándose una media de 60 días lluviosos al año, y el índice de evapotranspiración potencial está entre 750 y 800 mm.

## Historia

### Edad Media

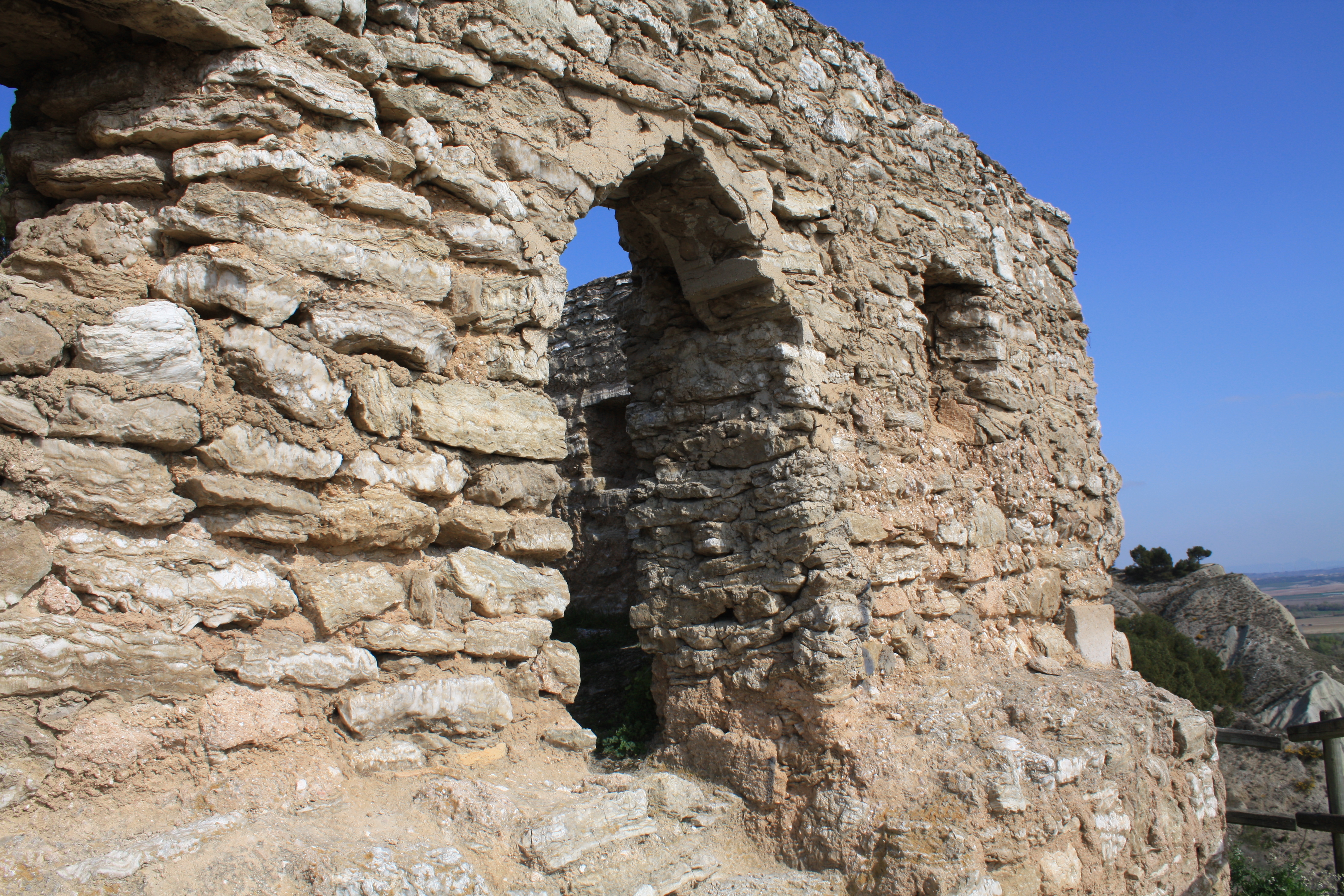
Ciudadela medieval de Peralta

Como recompensa a su fidelidad durante una ofensiva de Alfonso VII de Castilla, el rey García Ramírez el Restaurador otorgó a la villa en el año 1144 el Fuero de Jaca el cual convertía en «francos» e «ingenuos» a los infanzones y villanos de Peralta.
«Sub Christi nomine et indiuidue Trinitatis, scilicet, Patris et filii et Spiritus Sancti.
Ego Garsia, gratia Dei Pampilonensium rex, placuit michi libenti animo et spontanea voluntate et facio vobis hanc cartam homines de Petralta, siue infançones, sive villanos, sive francos, propter quod fuistis meos fideles quando venit ille imperator et non me
falistis, et propter quod populetis surssum in illa penna (...)» (28 de febrero de 1144)
En 1378, durante la guerra con Castilla los peralteses tras resistir un asedio salieron a reconquistar la plaza de Funes, que estaba en poder del enemigo. Carlos II de Navarra en recompensa les autorizó a compartir los «yerbazgos» de los términos de Funes y Villanueva. Años más tarde, Carlos III de Navarra atribuyó al consejo de Peralta competencias para castigar hurtos menores y en 1423 incluyó Peralta junto a otras villas y lugares en el Principado de Viana que había creado para su nieto Carlos de Viana, permaneciendo en dicho principado hasta que en 1430, los reyes Blanca I y Juan II convirtieron la villa en un señorío nobiliario donándola a Pedro Martínez de Peralta y Ruiz de Azagra (Mosén Pierres de Peralta el viejo), en reconocimiento a sus servicios prestados en las negociaciones con los reyes de Castilla y Aragón, posteriormente sería heredada por su hijo Pedro de Peralta y Ezpeleta (Mosén Pierres de Peralta el joven). Esto propició que fuera uno de los baluartes de la facción agramontesa durante la guerra civil de Navarra.

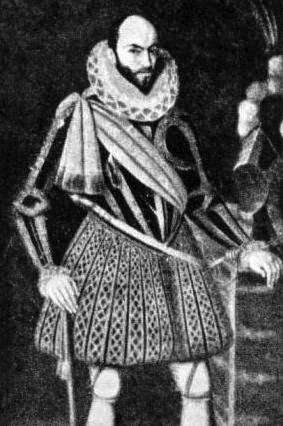
Pedro de Peralta y Ezpeleta.

En 1469 Pedro de Peralta y Ezpeleta se alzó en armas utilizando varios castillos entre los que se encontraba el de Peralta para oponerse al acuerdo de paz que al que habían llegado la princesa Leonor y los beaumonteses, siendo sitiado por las tropas de la princesa.
En 1473, la reina Leonor le concedió un día de mercado el primer lunes de cada mes, privilegio que sancionaron posteriormente los reyes Francisco I el Febo y Fernando el Católico.

### Edad Moderna
Tras la conquista de Navarra por las tropas de Fernando el Católico en el año 1513, el señorío pasa a los marqueses de Falces con Alonso Carrillo de Peralta.
La administración de la villa durante el Antiguo Régimen residió en un ayuntamiento compuesto por un alcalde, el cual era nombrado por el marqués de Falces, entre los miembros del estado general de labradores y cuatro regidores de los cuales tres eran del estado noble y uno del general, el cual era sorteados anualmente de sus respectivas bolsas.
En 1516 es derribado el castillo de Peralta junto a otros del Reino de Navarra por orden del Cardenal Cisneros.
Durante el siglo XVII, la mala situación meteorológica y el abaratamiento de los precios de los productos agrícolas provocaron una crisis que tuvo grandes consecuencias en la localidad.
En 1629 se funda un convento de capuchinos el cual contaba en 1802 con 19 religiosos sacerdotes, 3 legos y 2 donados. Este convento desapareció con la desamortización que tuvo lugar en 1836 y el edificio que lo albergaba pasó a ubicar un hospital.

### Edad Contemporánea

#### SigloXIX

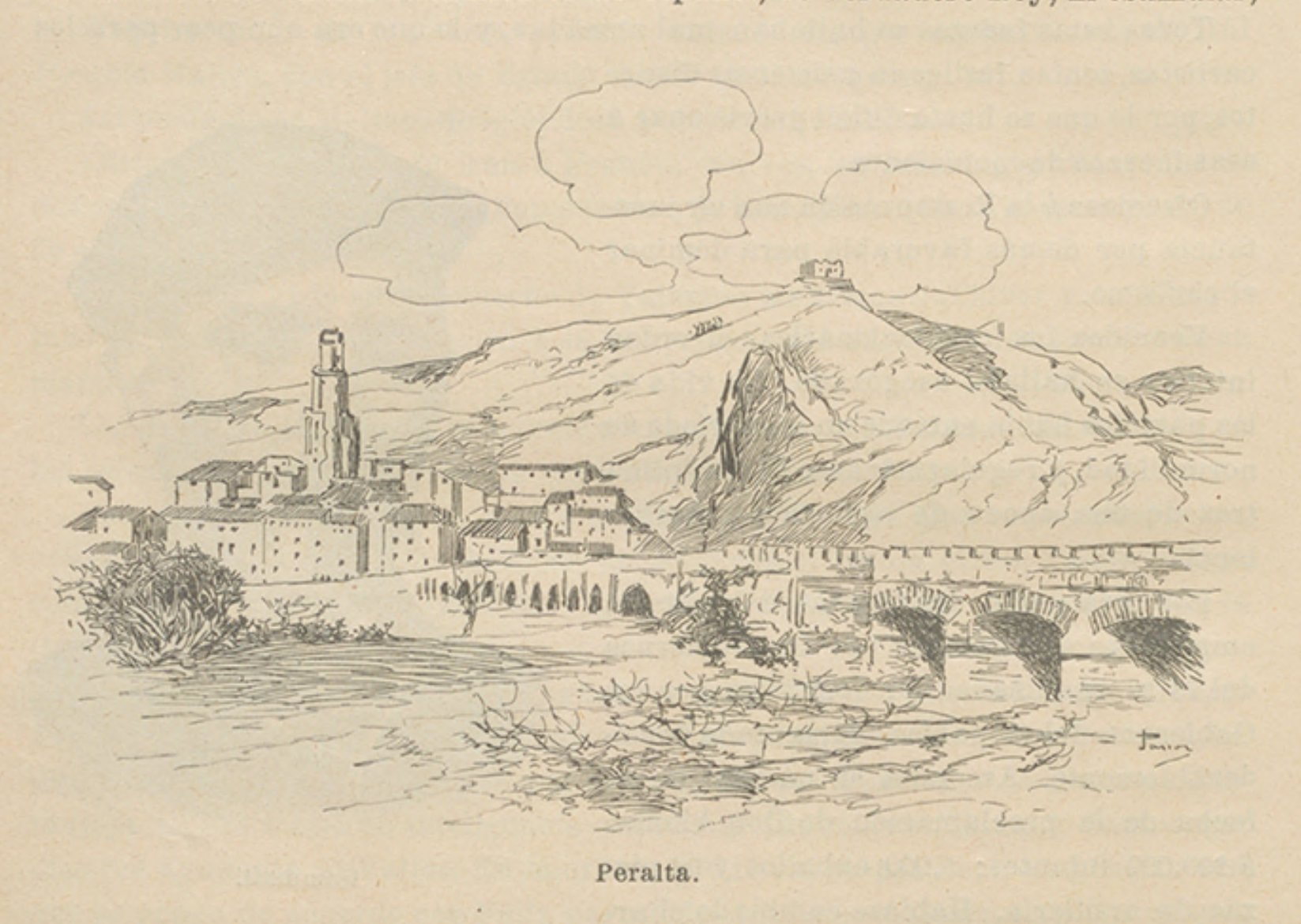
Peralta en Historia de España en el siglo XIX

El siglo XIX comienza con la invasión de las tropas francesas y la consecuente guerra de la Independencia. Durante la misma las tropas francesas estuvieron acantonadas en Peralta, suprimieron el convento de Capuchinos y lo convirtieron en cuartel para sus tropas.
Con las reformas de la administración local que se llevaron a cabo entre 1835 y 1845 desaparece las villas de señorío y Peralta se convierte en un municipio de régimen común.
Durante la primera guerra carlista, la localidad soportó el paso y el estacionamiento de tropas isabelinas, así como el ataque a las fortificaciones por parte de las tropas carlistas. Lo mismo, sucedió años después en la tercera guerra carlista.
También destacar que durante este siglo se perdieron de forma sucesiva prácticamente la totalidad de los bienes comunales que poseía la villa para poder hacer frente a los impuestos a los que era sometida. Esto tuvo unas consecuencias desastrosas para la población peraltesa, integrada por entonces en su mayoría por jornaleros y pequeños propietarios.

#### SigloXX

##### Guerra civil española
El ayuntamiento de izquierdas fue repuesto en enero de 1936 tras dos años con un gobierno de la derecha impuesto tras la revolución de 1934.
El día 19 de julio, los sublevados hacen su aparición ocupando el pueblo, y al día siguiente ordenan la entrega de todo tipo de armas. Por la noche detienen a un vecino en su casa al que atan las manos y a escasos metros de casa le disparan a bocajarro. Al día siguiente acribillaron a otro que salió con su escopeta porque había oído que venían los republicanos. El día 22 fue destituido el ayuntamiento. A partir de entonces en distintos días de julio, agosto y septiembre fueron realizando los fusilamientos. El 21 de octubre cayeron 14 peralteses en la «saca» de la cárcel de Tafalla que hicieron en Monreal, como respuesta de la muerte en combate del requeté tafallés Julián Castiella.
De esta forma 89 peralteses fueron asesinados, víctimas de la Guerra Civil en Navarra.
Además a mediados de agosto se realizó el corte de pelo que se practicaba a las mujeres para denigrarlas, constando una lista nominal de 63.
Mención aparte se merece el peraltés Eladio Celaya, párroco de Cáseda de setenta y dos años que no hizo ninguna concesión a la violencia de Cáseda. Esto provocó primero que fuera calumniado y luego amenazado. La Guardia Civil fue a buscarlo y Eladio Celaya tuvo que salir del pueblo, al parecer en dirección a Pamplona. El 12 de septiembre de 1936 la parroquia de Peralta tuvo referencia de la muerte de Eladio. Su cadáver llegó en un ataúd herméticamente cerrado, no permitiendo ver al cadáver ni a sus familires directos, algo inhabitual. Los funerales se celebraron con normalidad, pero con ello no se pudo disipar la certeza de su asesinato.

## Demografía
Peralta cuenta con una población de 6003 habitantes (INE 2024).
Los datos de la pirámide de población de 2010 se pueden resumir así:
- La población menor de 20 años es el 22,06 % del total.
- La comprendida entre 20-40 años es el 31,11 %.
- La comprendida entre 40-60 años es el 26,44 %.
- La mayor de 60 años es el 20,39 %.

| Gráfica de evolución demográfica de Peralta/Azkoien entre 1842 y 2021 |
| |
| Población de derecho según los censos de población del INE Población de hecho según los censos de población del INEEn estos censos se denominaba Peralta: 1842, 1857, 1860, 1877, 1887, 1897, 1900, 1910, 1920, 1930, 1940, 1950, 1960, 1970, 1981, 1991 y 2001 |

## Administración y política

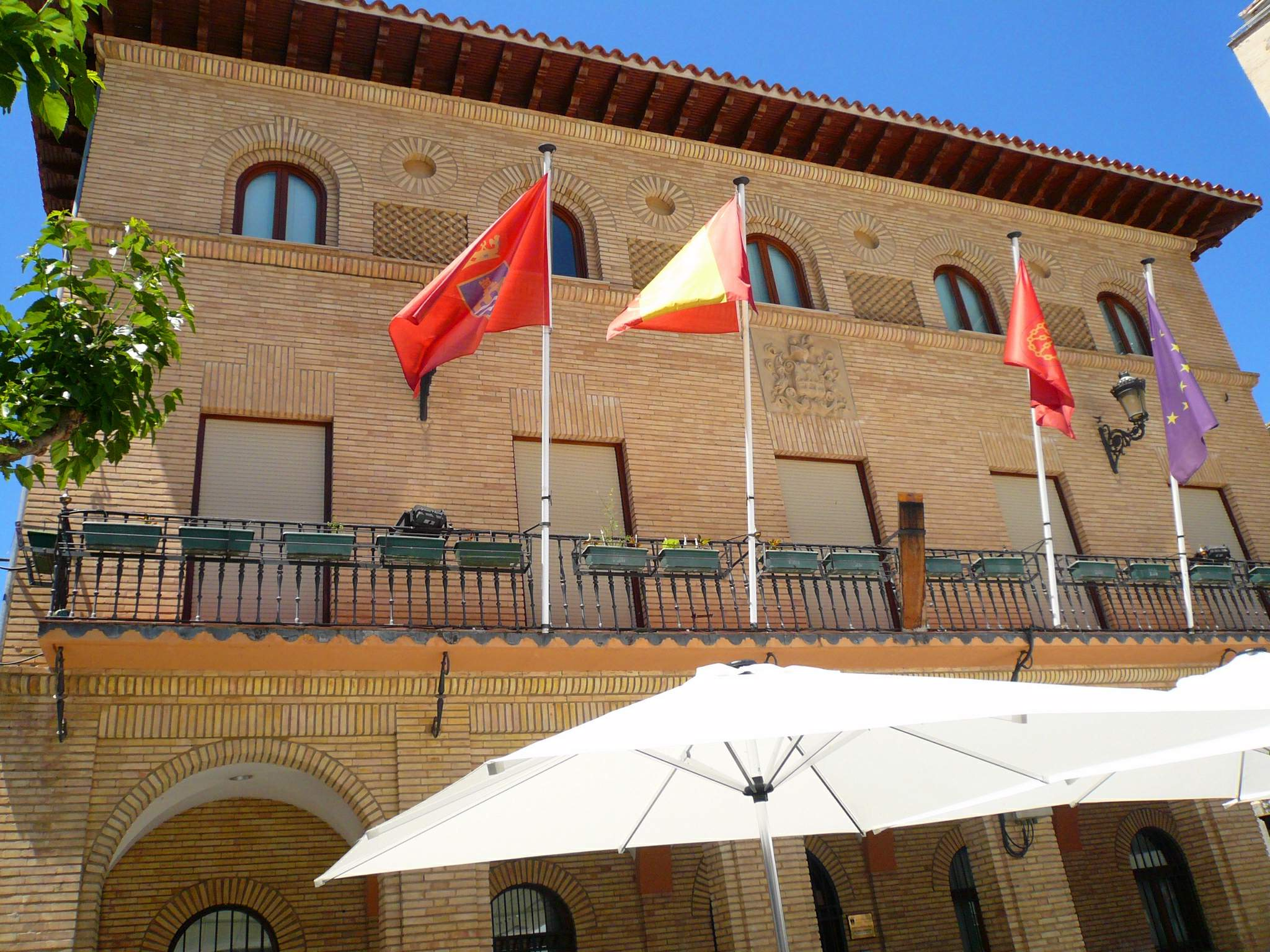
Ayuntamiento de Peralta

La administración política se realiza a través de un ayuntamiento de gestión democrática cuyos componentes se eligen cada cuatro años por sufragio universal. El censo electoral está compuesto por todos los residentes empadronados en él mayores de 18 años y nacionales de España y de los otros países miembros de la Unión Europea. Según lo dispuesto en la Ley del Régimen Electoral General, que establece el número de concejales elegibles en función de la población del municipio, la Corporación Municipal está formada por 13 concejales. La sede del Ayuntamiento está emplazada en la plaza Principal, 1.
En las elecciones de 2003, UPeI fue la candidatura más votada con 6 ediles, sin embargo, UPN fue la candidatura elegida con 5 ediles y el apoyo de 2 ediles del PSN-PSOE.
En las elecciones de 2007, UPeI fue la candidatura más votada con 7 ediles, seguida de UPN con 5 y PSN-PSOE con 1 edil.
En las elecciones de 2011, UPN fue la candidatura más votada con 6 ediles, seguida de UPeI con 5 y PSN-PSOE con 2 ediles, cuya abstención, en el pleno de investidura de la nueva corporación municipal, hizo posible el acceso de UPN a la alcaldía.
| Periodo   | Nombre                        | Partido | Partido                              |
| --------- | ----------------------------- | ------- | ------------------------------------ |
| 1991-1995 | Juan Manuel Campo Vidondo     |         | Unión Peraltesa de Izquierdas (UPeI) |
| 1995-1999 | Pedro Irigaray Yoldi          |         | Unión del Pueblo Navarro (UPN)       |
| 1999-2003 | Jesús Hilario Campo Vidondo   |         | Unión Peraltesa de Izquierdas (UPeI) |
| 2003-2007 | María Sagrario Guinduláin     |         | Unión del Pueblo Navarro (UPN)       |
| 2007-2011 | Juan Jesús Basarte            |         | Unión Peraltesa de Izquierdas (UPeI) |
| 2011-2015 | María José Vidorreta          |         | Unión del Pueblo Navarro (UPN)       |
| 2015-act. | Juan Carlos Castillo Ezpeleta |         | Unión Peraltesa de Izquierdas (UPeI) |

| Partido político                                            | 2019               | 2019               | 2015  | 2015       | 2011  | 2011       | 2007  | 2007       | 2003  | 2003       | 1999  | 1999       | 1995  | 1995       | 1991  | 1991       |
| Partido político                                            | %                  | Concejales         | %     | Concejales | %     | Concejales | %     | Concejales | %     | Concejales | %     | Concejales | %     | Concejales | %     | Concejales |
| Navarra Suma (NA+)                                          | 44,60              | 6                  | —     | —          | —     | —          | —     | —          | —     | —          | —     | —          | —     | —          | —     | —          |
| Unión Peraltesa de Izquierdas (UPeI)                        | 42,89              | 6                  | 41,48 | 6          | 38,02 | 5          | 47,18 | 7          | 43,08 | 6          | 39,56 | 5          | 22,58 | 3          | 31,75 | 4          |
| Partido Socialista de Navarra (PSN-PSOE)                    | 11,22              | 1                  | 17,10 | 2          | 14,27 | 2          | 13,06 | 1          | 12,31 | 2          | 10,55 | 1          | 21,6  | 2          | 13,33 | 1          |
| Unión del Pueblo Navarro (UPN)                              | Navarra Suma (NA+) | Navarra Suma (NA+) | 37,22 | 5          | 44,10 | 6          | 37,78 | 5          | 35,52 | 5          | 34,98 | 4          | 39,84 | 5          | —     | —          |
| Partido Popular (PP)                                        | Navarra Suma (NA+) | Navarra Suma (NA+) | 2,30  | 0          | —     | —          | —     | —          | —     | —          | —     | —          | —     | —          | —     | —          |
| Convergencia de Demócratas de Navarra (CDN)                 | —                  | —                  | —     | —          | —     | —          | —     | —          | 4,75  | 0          | 5,46  | 0          | 12,69 | 1          | —     | —          |
| Partido Humanista (PH)                                      | —                  | —                  | —     | —          | —     | —          | —     | —          | 2,94  | 0          | —     | —          | —     | —          | —     | —          |
| Independientes de Navarra (IN)                              | —                  | —                  | —     | —          | —     | —          | —     | —          | —     | —          | 7,3   | 1          | —     | —          | —     | —          |
| Coalición Electoral Peraltesa (CEP)                         | —                  | —                  | —     | —          | —     | —          | —     | —          | —     | —          | —     | —          | —     | —          | 22,76 | 3          |
| Agrupación Independiente de Agricultores y Ganaderos (AIAG) | —                  | —                  | —     | —          | —     | —          | —     | —          | —     | —          | —     | —          | —     | —          | 14,83 | 2          |
| Agrupación Independiente Peraltesa (AIP)                    | —                  | —                  | —     | —          | —     | —          | —     | —          | —     | —          | —     | —          | —     | —          | 9,32  | 1          |
| Alternativa Joven de Peralta (AJP)                          | —                  | —                  | —     | —          | —     | —          | —     | —          | —     | —          | —     | —          | —     | —          | 7,19  | 0          |

## Economía
Industria: Máquinas expendedoras (Revena, Azkoyen y Jofemar), mobiliario de oficina (Dynamobel), componentes eléctrónicos, grupos de frío y refrigeración industrial.
Durante los últimos años, Peralta se ha consagrado como una de las cabeceras económicas de la zona, de forma que en sus empresas trabajan habitantes tanto del pueblo como de los alrededores (Funes, Falces, Marcilla). En su polígono industrial hay empresas dedicadas a manufacturas metálicas, soldadura, pintura, inyección de plásticos, cableados y montaje de tarjetas electrónicas, además de pequeños talleres que actúan como subcontratistas de las empresas más grandes de la zona.
También existe un polígono ganadero, y varias empresas dedicadas al cultivo y comercialización de verduras. El sector conservero, que tuvo antaño una gran importancia, últimamente ha perdido algo de importancia.

## Servicios

### Educación
Para la educación primaria (5 a 12 años) e infantil (3 a 5 años) en la localidad se encuentra el colegio Juan Bautista Irurzun situado en la calle Bajada de las Escuelas S/N, donde se imparten los modelos educativos G (castellano), A (castellano con euskera como asignatura) y D (euskera).
Para Educación Secundaria Obligatoria (ESO) Bachillerato y Formación profesional (Grado medio y superior) en la localidad se encuentra el Instituto de Educación Secundaria Ribera Del Arga donde también se imparten los modelos A y G con la posibilidad de que estos sean bilingües en ambos modelos en los cursos de ESO.

### Sanidad
El municipio pertenece a la Zona Este de Navarra. En cuanto a recursos hospitalarios está dentro del Área de Pamplona.
Para la atención primaria pertenece a la zona básica homónima que abarca también los municipios de Funes y Marcilla y cuenta con un centro de salud situado en la avenida de la Paz, 35.
Para salud mental está dentro de la zona de Tafalla al igual que en lo referente a atención a la mujer.
Competencias municipales
El artículo 42 de la Ley General de Sanidad dispone que, los Ayuntamientos, sin perjuicio de las competencias de las demás Administraciones Públicas, tendrán las siguientes responsabilidades mínimas en asuntos relacionados con la Sanidad.
- a) Control sanitario del medio ambiente: contaminación atmosférica, abastecimiento de aguas, saneamiento de aguas residuales, residuos urbanos e industriales.
- b) Control sanitario de industrias, actividades y servicios, transportes, ruidos y vibraciones.
- c) Control sanitario de edificios y lugares de vivienda y convivencia humana, especialmente de los centros de alimentación, peluquerías, saunas y centros de higiene personal, hoteles y centros residenciales, escuelas, campamentos turísticos y áreas de actividad físico-deportivas y de recreo.
- d) Control sanitario de la distribución y suministro de alimentos perecederos, bebidas y demás productos, directa o indirectamente relacionados con el uso o consumo humanos, así como los medios de su transporte.
- e) Control sanitario de los cementerios y policía sanitaria mortuoria.

### Seguridad ciudadana
La seguridad ciudadana está supeditada a la estructura de la Agencia Navarra de Emergencias (ANE) que es un organismo autónomo, creado por el Gobierno de Navarra, mediante el Decreto Foral 12/2009, de 16 de febrero, para agrupar los efectivos de Protección Civil-Sos Navarra 112 y Consorcio de Bomberos de Navarra.
En el área de la seguridad de la localidad funcionan tres cuerpos policiales: La Guardia Civil, la Policía Foral y la Policía Municipal de Peralta.

### Transportes y comunicaciones
Autobuses Olloqui
La compañía Autobuses Olloqui tiene una línea entre Peralta y Calahorra. Esta línea en su recorrido tiene paradas en las siguientes localidades: Funes, Marcilla, Peralta, Andosilla, San Adrián y Calahorra.
Conda
La compañía de autobuses Conda tiene una línea entre Pamplona y Lodosa Esta línea tiene una parada en la localidad y tiene servicio de lunes a sábado, con tres servicios diarios en cada sentido.

## Patrimonio

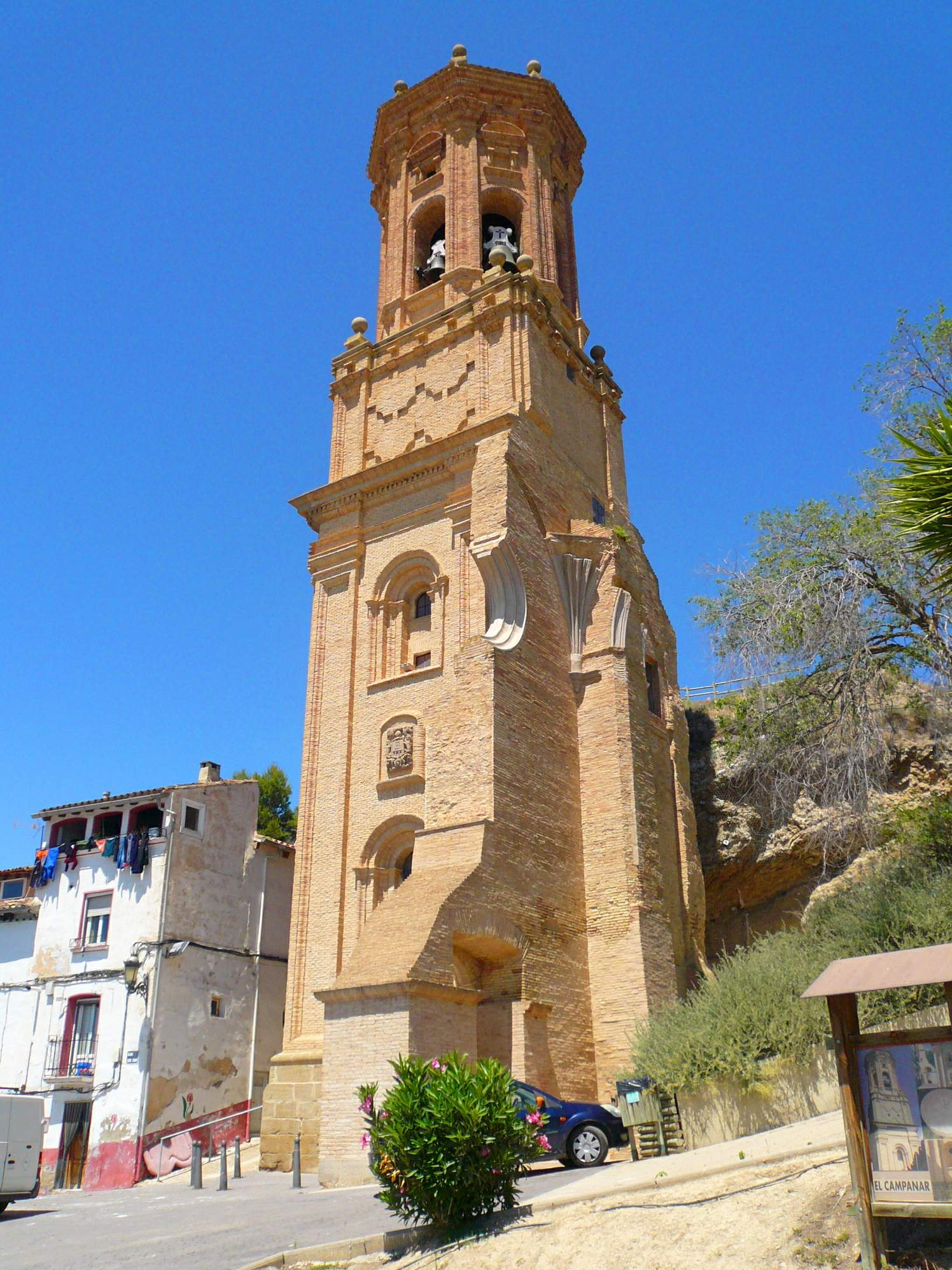
Torre de la antigua Iglesia de San Juan Evangelista

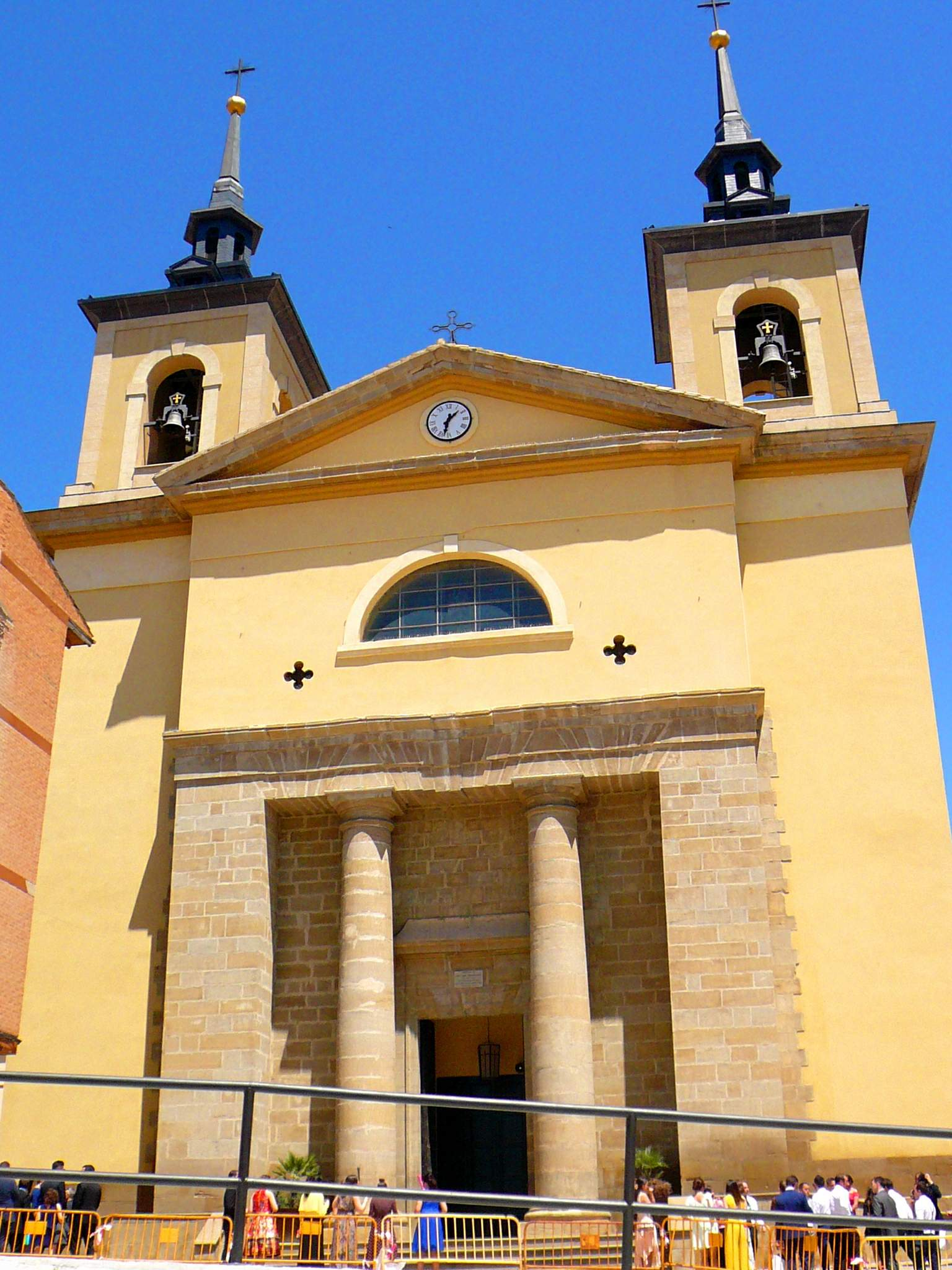
Iglesia de San Juan Evangelista

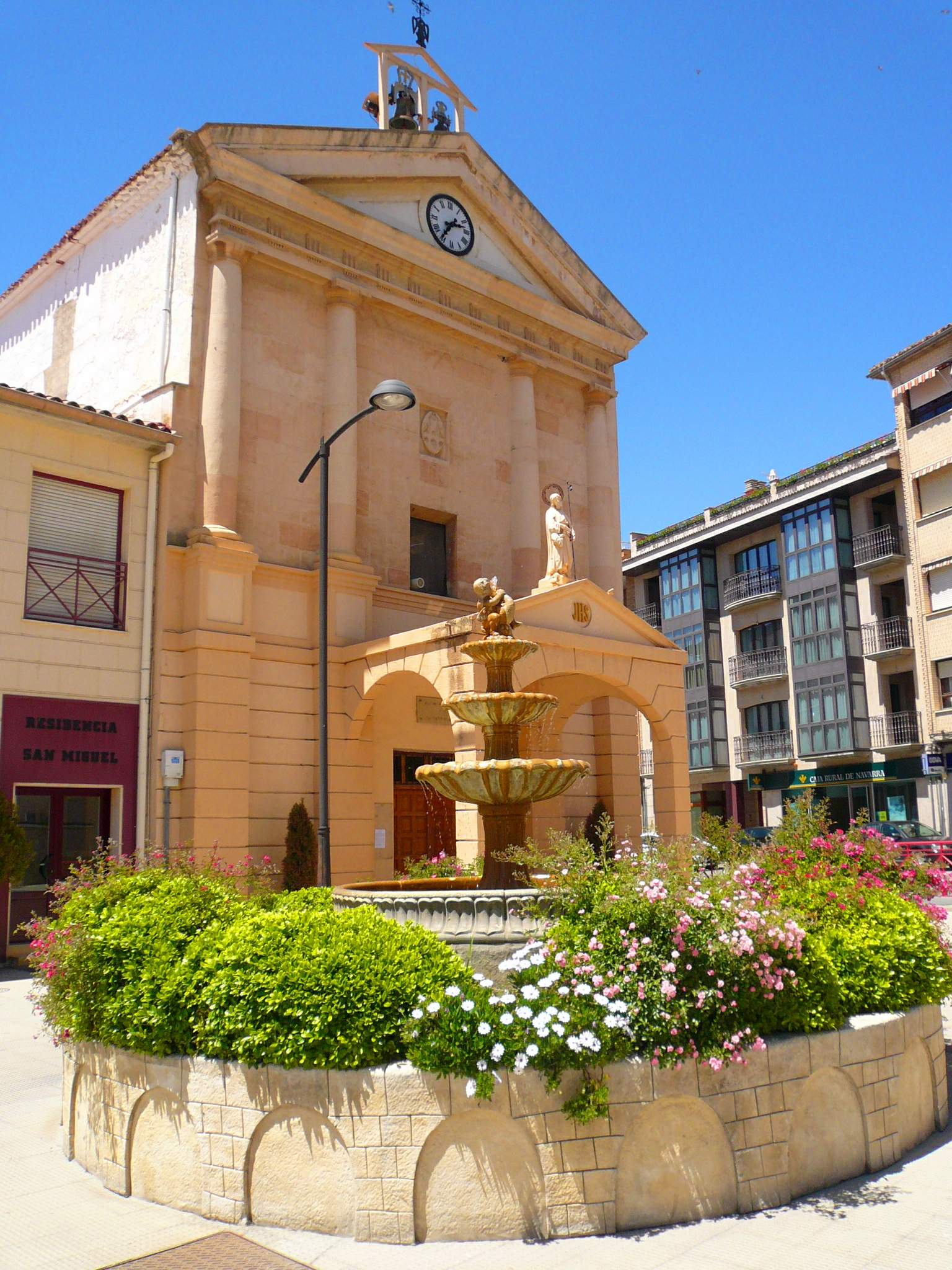
Basílica de San Miguel

### Monumentos religiosos
- Iglesia de San Juan Evangelista.
- Campanar: torre del siglo XVIII. Formó parte de la primitiva iglesia de San Juan Evangelista. Constituye el símbolo de la localidad.
- Basílica de San Miguel, (siglo XVII). Formaba parte del convento de los capuchinos (siglo XVII).[19]
- Ermita de San Silvestre (siglo XVII).
- Ermita de San Pedro, en el término municipal de Arlas. La actual fue inaugurada en 1997; sustituyó a la primitiva que se encontraba en ruinas.
- Ermita de Santa Lucía, situada en el casco urbano, se encuentra en ruinas.
- Ermita de la Virgen del Pero, situada junto al puente puente, se ha excavado su planta.

### Monumentos civiles
- Atalaya: situada en lo alto del pueblo. Data de mediados del siglo X.
- Portil de Lobos: Puerta de entrada del recinto prerrománico situado en la parte alta del monte.
- Palacio barroco: del siglo siglo XVIII situado en la calle Mayor.
- Puente gótico sobre el río Arga.

## Cultura

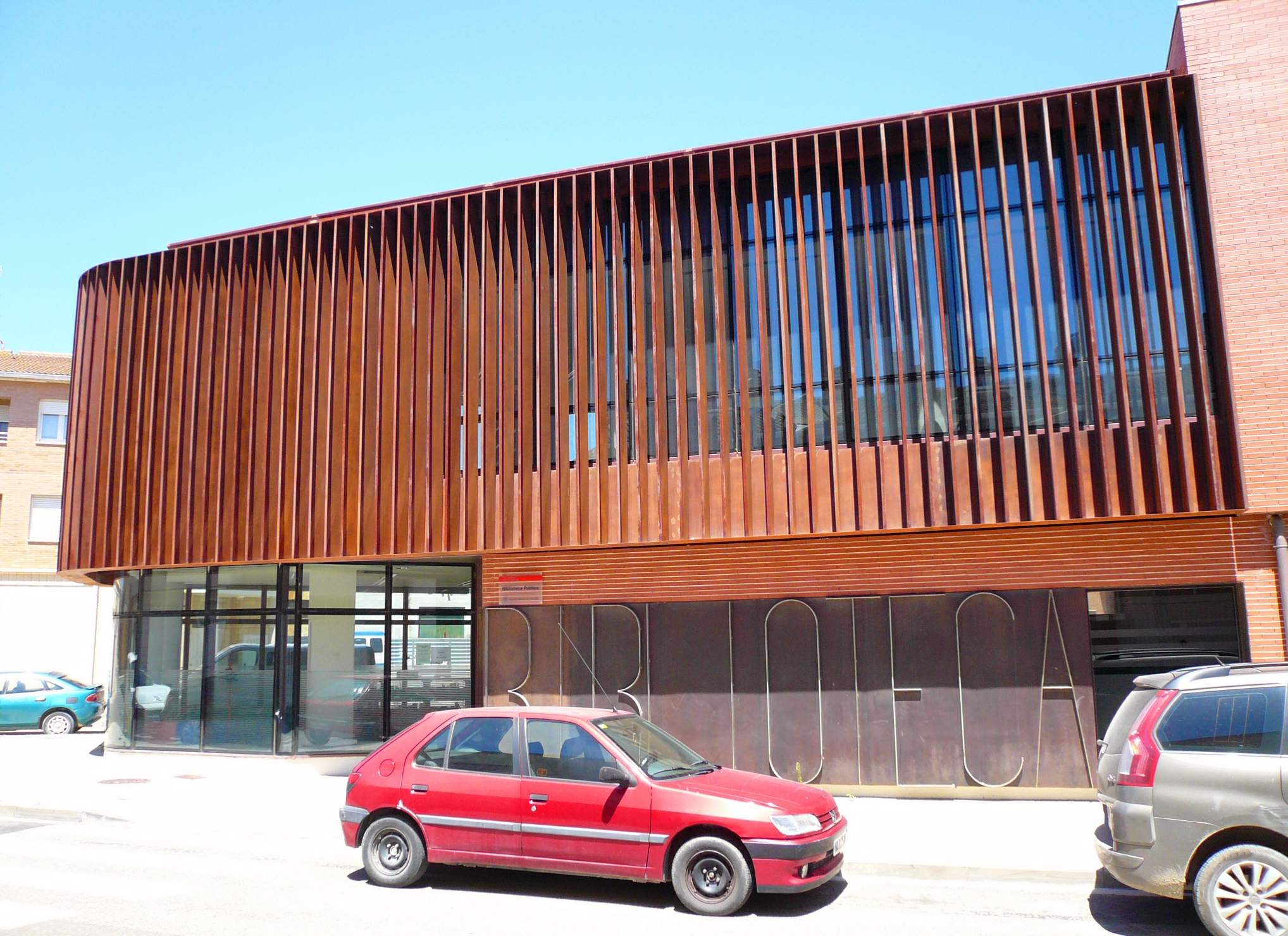
Casa de Cultura (Biblioteca y Auditorio) de Peralta, construida en 2009

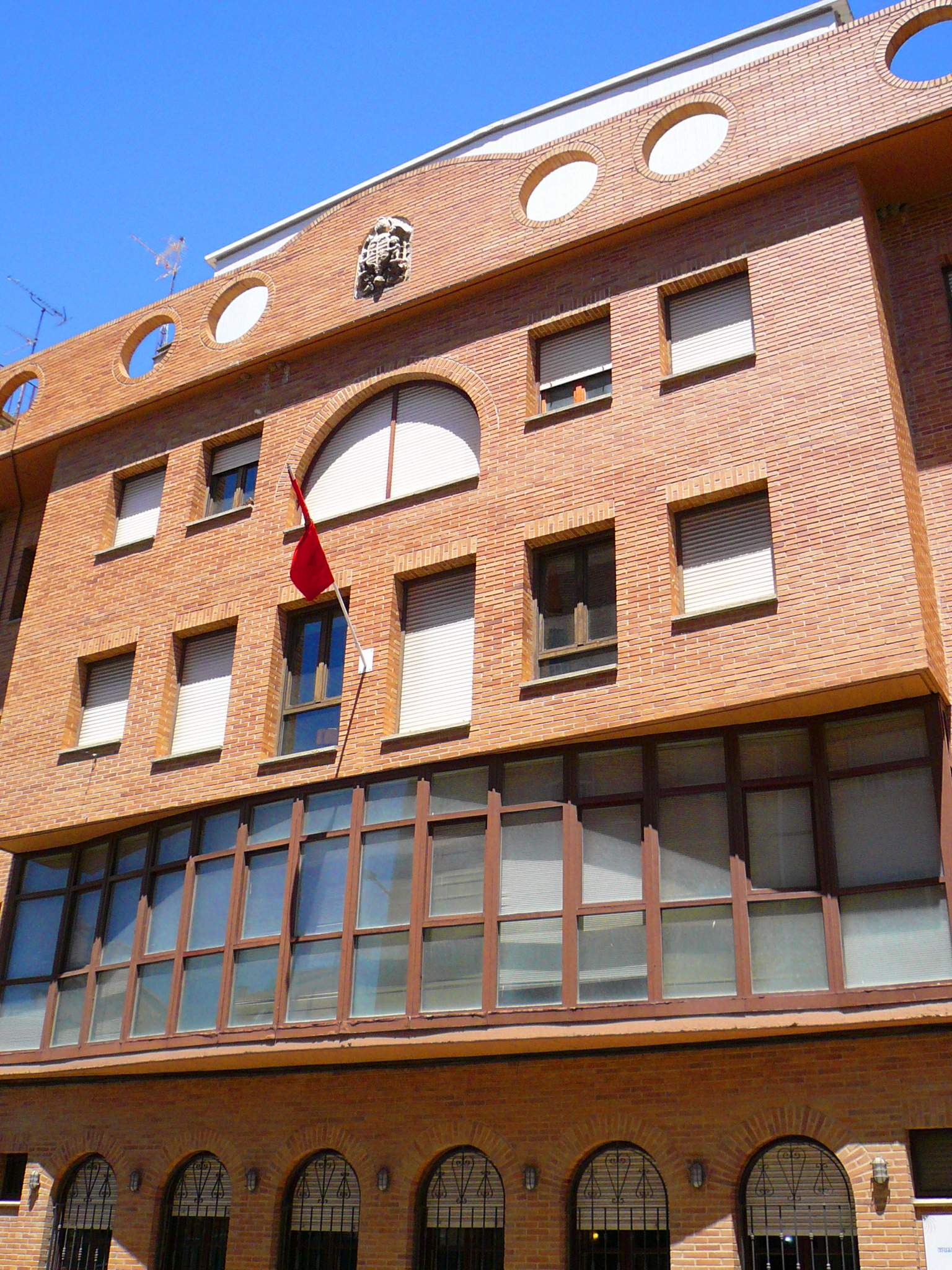
Museo Etnográfico y Centro Cívico

### Fiestas y eventos
- Las fiestas patronales comienzan la víspera al primer domingo de septiembre en honor de la virgen de Nieva.
- Fiestas de San Blas (3 de febrero).
- Fiestas de la juventud (finales de junio, el fin de semana más cercano al 24 de junio, festividad de San Juan, con amplia tradición en la localidad. Ese día se cumple una de las tradiciones más antiguo de la localidad, el cierre de la paradera de Tremoya).

### Gastronomía
De Peralta es muy conocido el cardo, tanto el que es para cocer como el que se come en ensalada (variedad roja). Desde el año 2020 se viene celebrando a principios de marzo la Feria del Cardo, en 2021 se suspendió por las restricciones sanitarias.  Son típicos los pimientos cucones, similares a los del piquillo pero verdes y más suaves y digestivos; se toman con aceite, sal y ajo crudo picado. Los roscos de San Blas se hacen para esta festividad, son duros y la tradición religiosa les atribuye propiedades curativas para la garganta.

### Deporte
Peralta y sus alrededores ofrecen unas condiciones óptimas para la práctica de diversos deportes, tanto de competición como de simple esparcimiento.
La localidad es la representante de la Comarca Deportiva Ribera Media integrada por los Ayuntamientos de Andosilla, Azagra, Cárcar, Falces, Funes, Marcilla, Peralta y San Adrián estando la oficina comarcal ubicada en la Casa de Cultura.
El río Arga y sus meandros abandonados permiten llevar a cabo sencillos paseos o recorridos en bicicleta (Reserva Natural de Soto Gil y Ramalhondo), así como recorridos de piragua (embarcadero del enclave natural del Soto de la Muga).
Los aficionados a la pesca también tienen su sitio en las aguas tranquilas del río.
Los barrancos excavados en los montes de Peralta, la erosión y la típica vegetación mediterránea son las otras opciones que se tienen en la localidad. Un recorrido, a pie o en bicicleta de montaña por la parte más alta permitirá poder contemplar la llanura del Arga y Aragón.
El pueblo ofrece unas instalaciones deportivas dignas de ser reseñadas. Sus dos pabellones cubiertos, uno de ellos recientemente acondicionado, en el que se pueden practicar todo tipo de deportes y que cuentan con sauna y gimnasio; un campo de fútbol; las pistas de tenis y de patinaje; su frontón municipal, las pistas del colegio y de la escuela profesional; y las piscinas, con su amplia zona verde, permiten cubrir las más diversas opciones. Además, la nueva piscina cubierta, cuenta con todos los servicios necesarios: vestuarios, saunas, baños de vapor, jacuzzi, zona de recreo...
Recientemente han sido construidos dos pistas de pádel, ambas cubiertas.
El equipo de fútbol de la localidad es el Club Deportivo Azkoyen, que ha llegado a militar tres temporadas en Segunda División B y otras 24 temporadas en Tercera División. Actualmente compite en categoría Primera Autonómica de Navarra.

## Localidades hermanadas
- Léognan (Francia)